# Тольники-Великі
Тольники-Великі (пол. Tolniki Wielkie, нім. Tollnigk) — село в Польщі, у гміні Ківіти Лідзбарського повіту Вармінсько-Мазурського воєводства.
Населення — 201 особа (2011).
У 1975-1998 роках село належало до Ольштинського воєводства.

## Демографія
Демографічна структура станом на 31 березня 2011 року:
|          | Загалом | Допрацездатний вік | Працездатний вік | Постпрацездатний вік |
| -------- | ------- | ------------------ | ---------------- | -------------------- |
| Чоловіки | 108     | 29                 | 70               | 9                    |
| Жінки    | 93      | 21                 | 51               | 21                   |
| Разом    | 201     | 50                 | 121              | 30                   |